# Кейн, Конрад
Конрад Кейн (англ. Conrad Kain; 10 августа 1883 года, Шварцау-им-Гебирге, Австро-Венгрия — 2 февраля 1934 года, Кранбрук, Канада) — австрийский альпинист и горный гид. Совершил более 60 восхождений по новым маршрутам в горах Британской Колумбии в Канаде, включая первые восхождения на вершины Робсон, Луис и Бугабу Спайр.

## Биография
Конрад Кейн родился 10 августа 1883 года в небольшой деревне Насвальд к юго-западу от Вены, куда его семья переехала из Тироля. Отец Конрада умер, когда ему было 8 лет. В возрасте 14 лет Конрад вынужден был покинуть школу и устроиться на работу для того, чтобы поддержать мать. Первое время он работал пастухом, а с 1898 по 1904 год был рабочим в карьере. В это же время Конрад начал заниматься альпинизмом под руководством местных гидов.
Первые путешествия Кейна были движимы его увлечением ботаникой. В 1901 году он участвовал в экспедиции на Шпицберген, а в 1902 году побывал в Египте. В 1904 году Кейн сдал экзамен на профессионального горного гида и начал работать в Альпах по специальности, сопровождая клиентов. В 1906 году он вместе с клиентом, австрийцем Альбертом Гернгроссом, совершил своё первое восхождение на вершину Капю-Тафюнатю на Корсике.
В 1908 году Кейн перебрался в Вену для изучения английского языка с целью улучшения карьерных перспектив. Один из его бывших клиентов, австрийский альпинист Эрих Пистор, отправил письмо в недавно образованный альпийский клуб Канады, в котором рекомендовал Конрада Кейна для работы как горного гида. Получив приглашение на работу, Конрад переехал в Канаду в июне 1909 года и обосновался в небольшом посёлке Уилмер в регионе Британская Колумбия.
Летом 1910 года Конрад Кейн исследовал горный хребет Перселл на юго-востоке Британской Колумбии. Через год, летом 1911 года, он вошёл в состав научной экспедиции Смитсоновского института к окрестностям горы Робсон под руководством директора канадского альпийского клуба Артура Уилера. Хотя восхождение на гору Робсон не входило в планы экспедиции, тем не менее Конраду Кейну удалось совершить восхождения на несколько других вершин, включая первое восхождение на вершину Уайтхорн (3399 м), что также стало первым удачным соло-восхождением на эту вершину. Позже в этом же году вместе с напарником он совершил первое восхождение на вершину Респлендент (3425 м).
Летом 1912 года Конрад Кейн отправился в Алтайские горы в Сибири. После экспедиции он вернулся в Австрию и провёл несколько месяцев со своей матерью. Зимой 1913 года он работал гидом в горах Новой Зеландии, после чего вернулся в Канаду и летом 1913 года отправился работать гидом для двух альпинистских лагерей: сначала к горному озеру О'Хара в западной части Британской Колумбии, а затем на перевал Робсона.

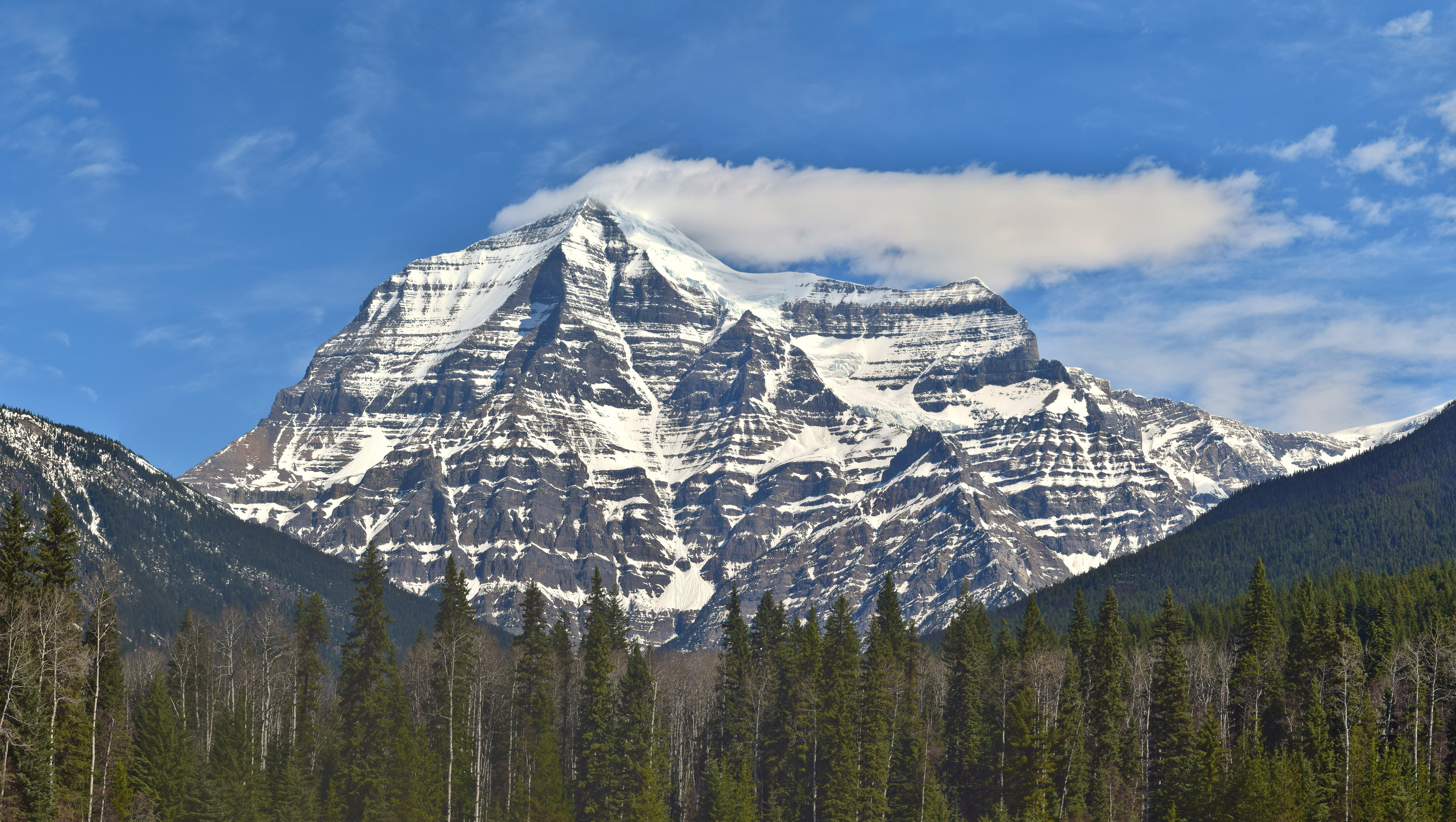
Вершина Робсон

В июле 1913 года директор альпийского клуба Канады Артур Уилер решил совершить попытку восхождения на вершину Робсон (3954 м), высочайшую вершину Канадских Скалистых гор, ранее никем не покорённую. В группу, помимо него, вошли также ещё двое канадских альпинистов Альберт Маккарти и Уильям Фостер. Конрад Кейн присоединился к их группе как гид по рекомендации Артура Уилера. Базовый лагерь был установлен у озера Берг, откуда альпинисты вышли на восхождение по северо-западной стене вершины. В самом сложном участке восхождения Конраду пришлось вырубить несколько сотен ступеней на ледовой стене, что осложнилось непростыми погодными условиями. После выхода на гребень Конрад разведал относительно безопасный путь на вершину и, воспользовавшись временным затишьем, сумел завести группу наверх. 31 июля 1913 года Конрад Кейн, Альберт Маккарти и Уильям Фостер стояли на вершине горы Робсон (Артур Уилер не принимал участия в финальном штурме). В этот же день они спустились по южному склону горы, провели ночь в палатках на леднике и на следующий день завершили восхождение. Позже Кейн сказал, что «вершина Робсон — одна из наиболее красивых гор в Скалистых горах и, вне всякого сомнения, самая сложная».
В последующие годы Конрад Кейн совершил несколько первых восхождений на вершины Канады: Фарнэм (1915 год), Луис,  Хаузер Спайр и Бугабу Спайр (1916 год). Между 1914 и 1916 годами он также совершил около 30 первых восхождений в Новой Зеландии. В 1917 году Конрад Кейн женился на уроженке Британской Гвианы. Вместе с супругой они поселились на небольшой ферме в Уилмере.
После восхождения на Бугабу Спайр, которое Конрад считал самым сложным в своей карьере, он снизил активность в горах. Тем не менее, в последующие годы он совершил несколько первых восхождений: Норт-Туин-Пик и Саскатчуон (1923 год), Хукер и Фрейзер (1924 год), Пейто-Пик и Траппер-Пик (1933 год). Последнее восхождение Конрад Кейн совершил вместе с литературным критиком Айвором Ричардсом и его супругой, альпинисткой Дороти Ричардс, на Бугабу Спайр.
Жена Конрада умерла в 1933 году. Сам Конрад Кейн скончался 2 февраля 1934 года в возрасте 50 лет в госпитале в Кранбруке от летаргического энцефалита.

## Память

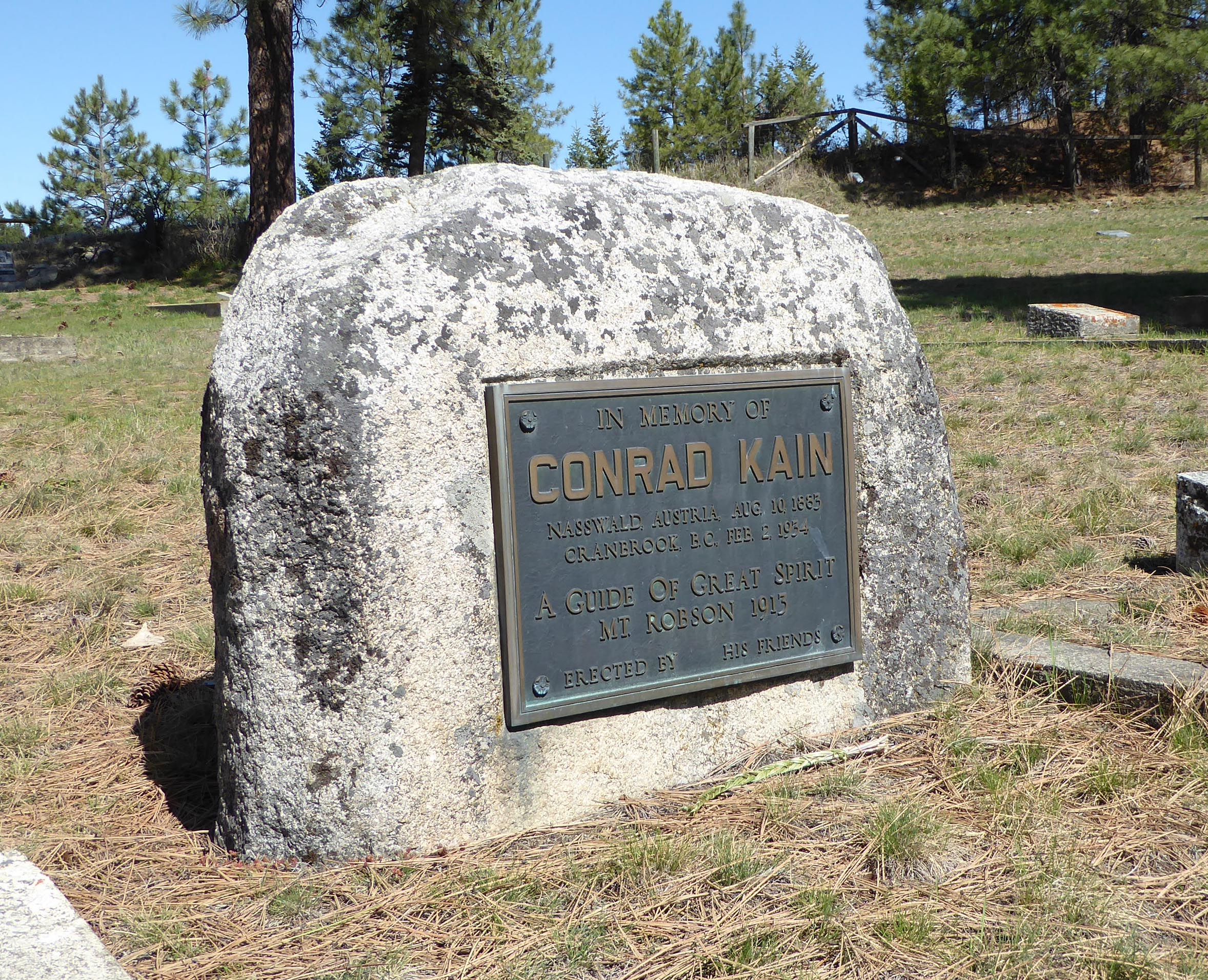
Надгробный камень на могиле Конрада Кейна (кладбище Кранбрука)

После смерти Конрада Кейна его дневники и записи, а также воспоминания друзей и коллег, были изданы альпинистом Джеймсом Монро Торингтоном в книге Where the Clouds Can Go. Именем Конрада было названо несколько объектов в Канаде: вершины Кейн и Нассвальд (Конрад совершил первое восхождение на эту вершину и дал ей название по месту своего рождения) в Канадских Скалистых горах, вершина Конрад, ледник Конрад и ледовое поле Конрад неподалёку от Бугабу Спайр. Также его имя носит вершина Конрад в Южных Альпах в Новой Зеландии.